# ABSイブニングニュース
ABSイブニングニュース（エービーエスイブニングニュース） は、秋田放送（ABSラジオ）で放送されているラジオニュース番組である。放送時間は月曜日から金曜日の17:50 - 18:00。

## 番組概要
全国ネットのニュース番組（文化放送「ニュース・パレード」、TBSラジオ「ネットワークTODAY」など）のあとに放送される、自社制作のニュース番組。この日最後のABSラジオのニュースである。
年末年始など、特別編成時は放送時間が短縮される（その際はイブニングニュースという番組名ではなく「さきがけニュース」として放送される）。
2021年9月24日までは17:46 - 18:00。
2021年9月27日より17:50 - 18:00。

## パーソナリティー
- 秋田放送のアナウンサーが日替わり持ち回り担当。番組開始時には「ABSイブニングニュース。××（当日の司会アナウンサーの苗字）がお伝えします。」とあいさつする。

## タイムテーブル
- 17:50 - 17:56頃 県内ニュース
- 17:56頃 - ABSお天気インフォメーション